# 정녕원비
정녕원비(靖寧院妃, 생몰년 미상)는 고려의 왕족이다. 충렬왕과 정신부주(정화궁주)의 장녀이다. 정녕궁주(靖寧宮主)라고도 한다.

## 생애
고려의 제25대 왕 충렬왕과 정신부주의 장녀로, 언제 태어났는지는 명확하지 않다. 성은 왕, 본관은 개성이다. 정녕원비의 어머니 정신부주는 종실 시안공 왕인의 딸로, 원래 충렬왕과 가장 먼저 혼인한 부인이다. 그러나 충렬왕 즉위 후 제국대장공주가 왕비로 들어오면서 궁주로 밀려나고 궁에서도 쫓겨났다가, 제국대장공주가 죽고 나서야 환궁할 수 있었다.
정녕원비는 1274년(충렬왕 즉위년) 음력 11월 25일 어머니 왕씨가 정화궁주에 봉해질 때 함께 궁주에 책봉되어 그 호를 정녕궁주(靖寧宮主)라 하였다. 이후 궁주는 종실 제안공 왕숙과 혼인하였다. 한편 이후 정녕원비의 삶에 대해서는 기록된 것이 없으며, 호는 정녕원비(靖寧院妃)이다.

## 가족 관계
정녕원비는 종실 제안공 왕숙과 혼인하였다. 왕숙은 현종의 아들 평양공 왕기의 후손으로, 신양공 왕전과 수흥궁주(고종의 딸)의 아들이다. 원래 왕숙은 정녕원비의 이복 고모 경안궁주(원종과 경창궁주의 딸)와 혼인하여 아들 왕현을 두었으며, 정녕원비와는 재혼한 것이다. 왕숙은 왕명으로 여러 차례 원나라에 다녀왔으며, 후에 제안대군에 봉해졌다. 이후 삼중대광이 가자되고 제안부원대군으로 진봉되었다가, 1312년(충선왕 4년) 75세를 일기로 죽었다
- 아버지 : 제25대 충렬왕(忠烈王, 1236~1308, 재위:1274~1298, 1298~1308)
- 어머니 : 정신부주(貞信府主, 정화궁주, ?~1319)
  - 남매 : 강양공 왕자(江陽公 王滋, ?~1308)
  - 동생 : 명순원비(明順院妃, ?~1320)
- 시아버지 : 신양공 왕전(新陽公 王㻇, ?~1256)
- 시어머니 : 수흥궁주(壽興宮主, 생몰년 미상)
  - 남편 : 제안공 왕숙(齊安公 王淑, 1238~1312)